# ドゥークー伯爵
ドゥークー伯爵（ドゥークーはくしゃく、Count Dooku 別名　ダースティラナス）は、アメリカ合衆国のSF映画である『スター・ウォーズ』シリーズの登場人物である。惑星セレノー出身の元ジェダイの騎士であり、後にシスの暗黒卿へと転身した。シスの暗黒卿として授かった新たな名前はダース・ティラナス（Darth Tyranus）である。イギリスを代表する名優クリストファー・リーが演じた。

## 概要
クワイ＝ガン・ジンの師であり、ヨーダの弟子であるためオビ＝ワン・ケノービはいわば孫弟子にあたる。その実力はジェダイ・マスター達の中でも群を抜いており、特に剣士としては対ライトセーバー戦用のフォーム「マカーシ」に習熟した達人として知られ、ヨーダやメイス・ウィンドゥらと肩を並べるとされていた。シスとしての実力も極めて高く、劇中ではエピソード２においてアナキンとオビ=ワンのコンビを難なく一蹴した後ヨーダとも渡り合ったほか、クローンウォーズ・シーズン3では毒矢で視界が霞んだ状態でアサージ・ヴェントレスと二人のダソミア戦士を退けている。戦術家でもあり、使用するライトセーバーは自ら考案した柄が湾曲した独特の形状を持つものであり、手首のスナップを利用した変則的な刃の回転によってより攻撃的な斬撃を可能としている。また難解な交渉にも長けており、ジェダイ騎士団を去るまでに数々の紛争を解決している。
ジェダイの騎士だった頃、ドゥークー伯爵は研究熱心ゆえに強くなるためにシスの暗黒卿について知る必要があるとし、シスについて調べていた。しかし深入りしてしまった結果、旧友だったロリアン・ノッドを失った。そして頑固で理想主義者だったことから硬直化した銀河共和国や騎士団の現状に不満を持ち騎士団を離脱、故郷セレノーに帰還し伯爵位と生得権を得る。それにより手に入れた莫大な資産を元手に銀河共和国の不正を糾弾する政治活動を開始した。またシスの暗黒卿ダース・シディアスに誘われ忠誠を誓い、新たな名「ダース・ティラナス」を授かる。そしてシディアスの命令でドゥークーはナブーの戦いと同年にシスの暗黒卿となった証明を兼ねて親友であったジェダイ・マスターのサイフォ＝ディアスを殺害し、サイフォ＝ディアスが極秘裏に発注していたクローン軍を自分の発注と置き換えた。
クローン大戦中は独立星系連合軍を率い、共和国軍と戦い続けた。ライトセーバーの腕に長ける女性戦士アサージ・ヴェントレスに二刀流のライトセーバーを授けて自分のアプレンティスのように扱ったことや（シスの掟に従い、正式な弟子としては扱っていない）、グリーヴァス将軍にライトセーバーの戦い方を直伝したこともある。
なお伯爵の爵位を持つ貴族にして元ジェダイの騎士という経緯から銀河共和国と敵対する関係になっても共和国やジェダイ騎士団の面々からは人格的には好人物として捉えられており、銀河元老院の議員となったパドメに対する爆弾による暗殺未遂（パドメの宇宙船に爆弾が仕掛けられたが彼女本人は乗ってはおらず、身代わりの侍女コーデが犠牲となった）に際してドゥークーの関与が疑われた時も「そのような人物ではない」と否定され、最終的にはジオノーシスに潜入したオビ=ワンによって「ドゥークー伯爵に議員暗殺を依頼したのはヌート・ガンレイです。」と共和国へ報告され、「関与はしているが首謀者とは言い難い」という形である意味無実であることが証明された。

## 経歴

### エピソード2/クローンの攻撃
独立星系連合の会議を行った惑星ジオノーシスで忍び込んでいたオビ＝ワンを捕え銀河元老院への不信感を煽り協力を持ちかける。しかしそれに乗らなかったオビ＝ワンと、彼を助けに来て捕まったアナキン・スカイウォーカーとパドメ・アミダラに死刑を言い渡した。ジオノーシス流のやり方で刑が執行されようとした時、メイス・ウィンドゥに率いられた200人のジェダイ達がそれを阻止するためにジオノーシスの闘技場に現れてバトル・ドロイドたちとの戦闘を始める。そしてドゥークーは生き残ったジェダイに降伏を迫るが、メイスはそれを拒否する。そこへヨーダが大量のクローン兵を率いてジェダイたちを救出する。 
ドゥークーは大軍の出現に慌てる独立星系連合のリーダー達を尻目にデス・スターの設計図をジオノーシス大公ポグル・ザ・レッサーから預かり、ジオノーシス脱出を試みた。ドゥークーを追って来たオビ＝ワンとアナキンと宇宙船格納庫で戦い、オビ＝ワンの左腕と脚に傷を負わせてアナキンの右腕を切断し、フォースで吹き飛ばし気絶させる。その後に現れたヨーダに戦いを挑むがパドメ率いる援軍の到着を感じたドゥークーはフォースを使って大きなタンクを倒れているオビ＝ワンとアナキンの上に倒し、ヨーダがそれを止めている間に宇宙船に乗りジオノーシスを脱出した。コルサントに到着したドゥークーはダース・シディアスと密会し、目論見どおりクローン大戦が始まった事を告げる。

### エピソード3/シスの復讐
3年後、大戦は共和国軍優勢で進んでいたがドゥークーは戦局を挽回すべくグリーヴァスと共謀し銀河共和国の首都である惑星コルサント奇襲攻撃を命令し、パルパティーン最高議長の誘拐に成功してグリーヴァスの旗艦「インヴィジブル・ハンド」に監禁した。やがて共和国軍はパルパティーン奪回のためグリーヴァスの艦隊を急襲する。その最中アナキンとオビ＝ワンが「インヴィジブル・ハンド」内に侵入し、2人と対峙したドゥークーはオビ＝ワンをフォースにより壁にたたきつけて気絶させる。そしてアナキンとの一騎討ちとなるが体術を織り交ぜた戦法で一瞬の隙を突かれ、両腕を切断されてライトセーバーを奪われる。最期は丸腰の者を殺害することに躊躇いながらもパルパティーンに殺さねば危険と促されたアナキンに首を斬られ死亡した。
小説版では貴族としての誇りも捨て命乞いをしたが、パルパティーンに命じられたアナキンは躊躇しつつもドゥークー伯爵を殺害したとされている。またこちらではシディアスが新たな弟子としてアナキンに目を付けていることをドゥークーも理解しており、当初の打ち合わせでは「アナキンの師にして最大の戦友であるオビ＝ワンを殺害し、シディアスがアナキンを暗黒面に引きずり込んで弟子にした後ドゥークー自身は捕虜になる建前で身の安全を保障される」という算段になっていた（明確な言及はないが映画版でもこの場面でアナキンに対して怒りと憎しみを利用して戦うことを唆しており、彼を暗黒面に誘うために行動していたことが窺える）。ドゥークーはこの頃にはシスの暗黒卿として独立星系連合の指導者でいることに疲れており、自身の平安を手に入れるためにこの計画に乗ったと記されている。

## 配役
日本語吹き替えでは羽佐間道夫が演じている。
ドゥークー伯爵を演じたクリストファー・リーは貴族出身という家柄から抜群の品格・剣術にも長けておりまさに適役だったが『スター・ウォーズ エピソード2/クローンの攻撃』撮影時には80歳を越える高齢で足腰が弱くなっていたため、ライトセーバー戦ではアップや止まっているシーン以外はスタントマンが行い、後で顔の部分だけクリストファー・リーのものに差し替えた。この手法は『スター・ウォーズ エピソード3/シスの復讐』のライトセーバー戦でも用いられた。アラン・リックマンにオファーがあったが『ハリー・ポッター』シリーズに出演するために断った。
アニメ『スター・ウォーズ クローン大戦』やゲーム作品などではコーリー・バートンが声を演じている。

## その他
名前の由来について、クリストファー・リーは日本語の「毒」が元となったと自伝の中で述べている。